# Isidore Gauthier
Isidore Joseph Fabien Brignoles Gauthier (né le 20 janvier 1763 à Brignoles et mort le 20 décembre 1824 à Paris) est un magistrat et homme politique français de la fin du XVIIIe et du début du XIXe siècle.

## Biographie
Joseph Isidore Fabien Brignoles Gauthier naît le 20 janvier 1763 à Brignoles et est baptisé le lendemain. Il est le fils de Louis Joseph Gauthier, avocat, et de son épouse, Anne de Menuty.
Juge au tribunal de district de Brignoles de l'an III à l'an V, Isidore Gauthier est élu député du Var au Conseil des Cinq-Cents le 25 germinal an VI. Il se tient à l'écart de la politique sous l'Empire et se rallie aux Bourbon en 1815, écrivant des brochures pour défendre les ministères. De 1816 à 1823, il publie les annales des sessions du Corps législatif.

## Écrits
- Annales  historiques  des  sessions  du  corps  législatif de 1816 à  1822,  7  vol.  in-8°, en collaboration avec d'Auréville
- Conduite de Bonaparte, relativement aux assassinats de Monseigneur le Duc D’Enghien et du Marquis de Frotté, Paris, Ponthieu, Librairie au Palais-Royal, 1823, in-8°, 38 pages
- Des Indépendants, des libéraux et des constitutionnels, ouvrage adressé aux électeurs français Paris, Ponthieu, Librairie au Palais-Royal, 1823, in-8°, 82 pages.